# کاتالینا مارسانو
کاتالینا مارسانو (به انگلیسی: Catalina Marsano)(زاده ۲۴ مارس ۱۹۹۶) مدل و ملکه زیبایی پرویی است. او برنده مسابقه دوشیزه ملکه بین‌المللی در سال ۲۰۲۴ شد.
او یک زن ترنس است.